# Ingénieur de recherche
Les ingénieurs de recherche participent à la mise en œuvre des activités de recherche, de formation, de gestion, de diffusion des connaissances et de valorisation de l'information scientifique et technique incombant aux établissements où ils exercent. Ils sont chargés de fonctions d'orientation, d'animation et de coordination dans des domaines techniques ou, le cas échéant, administratifs, et ils concourent à l'accomplissement des missions d'enseignement. À ce titre, ils peuvent être chargés de toute étude ou mission spéciale ou générale. Ils peuvent assumer des responsabilités d'encadrement, le plus souvent à l'égard de personnels techniques mais également auprès d'étudiants en cycles supérieurs lorsqu'ils sont détenteurs des titres appropriés. Les ingénieurs de recherche peuvent également être amenés dans certains cadres d'emplois à mener des activités de recherche scientifique. 

## Dans le monde
Les postes répondant à la dénomination d'ingénieur de recherche (research engineer) dans le monde anglo-saxon se rencontrent plus spécifiquement dans les laboratoires des entreprises privées. Ces spécialistes peuvent travailler à la coordination de projets de recherche ou à l'élaboration de solutions pour répondre à un besoin de recherche. Ils sont parfois titulaires d'un doctorat. 
Dans le milieu académique on rencontre des personnels de recherche dont le titre d'emploi est qualifié ingénieur de recherche principalement au Royaume-Uni et aux États-Unis. Au Canada et dans les autres pays, ces derniers sont plus fréquemment connus sous le titre d'associés de recherche (ou research associate).

## En France
Dans la fonction publique française, un ingénieur de recherche est un fonctionnaire de catégorie A affecté principalement dans les établissements publics à caractère scientifique, culturel et professionnel, établissements publics à caractère scientifique et technologique (EPST), les ministères de l’Agriculture, de la Culture et de l’Éducation nationale, et pour ce dernier plus particulièrement au niveau de l'enseignement supérieur et de la recherche. En tant que corps de débouché de la catégorie A dont le recrutement requiert un doctorat ou un diplôme d’ingénieur, le corps des ingénieurs de recherche est considéré par la direction générale de l'administration et de la fonction publique comme un corps d'encadrement supérieur, dit A+. Néanmoins, le corps des IPEF (grand corps technique de l'État, catégorie A+) est aussi un débouché pour les ingénieurs de recherche exerçant dans le périmètre des ministères de l'agriculture et de la transition écologique. Par conséquent, le corps des ingénieurs de recherche se positionne de façon intermédiaire entre des corps A (ingénieurs d'étude par exemple) et un grand corps A+ (IPEF).
Ingénieur de recherche est un corps assimilé à celui des Maîtres de conférence des universités.
Dans le secteur privé l’ingénieur de recherche a pour activité de définir, diriger et organiser un projet de recherche.

### Liste des diplômes requis en France pour le secteur public
Le recrutement des ingénieurs de recherche dans le secteur public en France est soumis à un cadre législatif strict. L'ingénieur de recherche doit notamment pour soumettre sa candidature être titulaire de l'un des diplômes suivants :
- Doctorat prévu à l'article L. 612-7 du code de l'éducation,
- Doctorat d'État,
- Professeur agrégé des lycées,
- Archiviste paléographe,
- Docteur ingénieur,
- Diplôme d'ingénieur délivré par une école nationale supérieure ou une université,
- Diplôme d'ingénieur délivré par une grande école de l'État ou un établissement assimilé dont la liste est fixée par arrêté[6],[7],[8],[9].